# Каменец (гмина)
Каменец (пол. Kamieniec) — сельская гмина (уезд) в Польше, входит как административная единица в Гродзиский повет (Великопольское воеводство), Великопольское воеводство. Население — 6414 человек (на 2008 год).

## Соседние гмины
1. Гмина Велихово
2. Гмина Граново
3. Гмина Гродзиск-Велькопольски
4. Гмина Косьцян
5. Гмина Раконевице
6. Гмина Стеншев
7. Гмина Смигель